# Атърау
Атърау (на казахски: Атыра́у – делта), с предишно име Гурев (на руски: Гурьев), срещано и като Гуриев, е град в Западен Казахстан, административен център на Атърауска област.

## География
Географски градът принадлежи на Европа и Азия, доколкото според господстващото научно становище долното течение на р. Урал служи за граница между континентите.
При основаването му се е намирал край Каспийско море и устието на река Урал. Постепенно обаче езерото се оттегля, речното устие се измества към него и селището остава само на речните брегове, на 20 километра от езерото.
Намира се в часова зона UTC+5. Пощенските му кодове са 060001 – 060011, а телефонният – +7 7122.
Населението на града е от 217 312 души към 1 юли 2013 г.

## История
Основан е през 1640 г., когато на това място предприемачът Гурий Назаров построява острог (дървена укрепена къща). Синовете му откриват залежи на нефт и започват нефтодобив. Възниква селището Гурев, което с развитието на нефтодобива се разраства и получава статут на град през 1885 г. Преименуван е на Атърау на 4 октомври 1991 г.